# Majalengka Wetan
Majalengka Wetan is een bestuurslaag in het regentschap Majalengka van de provincie West-Java, Indonesië. Majalengka Wetan telt 9556 inwoners (volkstelling 2010).